# Nemesia decaei
Espèce
Nemesia decaei est une espèce d'araignées mygalomorphes de la famille des Nemesiidae.

## Distribution
Cette espèce est endémique d'Algérie. Elle se rencontre vers Oran.

## Description
Le mâle holotype mesure 13,40 mm et la femelle paratype 19,30 mm.

## Étymologie
Cette espèce est nommée en l'honneur d'Arthur Emile Decae.

## Publication originale
- Zonstein, 2019 : New data on the spider genus Nemesia in Algeria (Araneae: Nemesiidae). Israel Journal of Entomology, vol. 49, no 11, p. 69-130.